# Синадиновская церковь
Синадиновская церковь (Церковь Святого Пантелеимона, Пантелеймоновская церковь, Греческая церковь рум. Biserica Sfîntul Pantelimon) — храм Кишинёвской епархии Русской православной церкви в городе Кишинёве.

## История
На мраморной плите при входе в храм написано:
Греческая во имя Св. Великомученика Пантелеймона церковь сия сооружена на месте, пожертвованном для этой надобности со всеми строениями Александре Синадино, урожденной Зоти, на собственные средства Ивана и Виктора Пантелеймоновичей Синадино с разрешения Св. правительствующего Синода, изложенного в указе, данном 7 ноября 1887 г. на следующих основаниях:
Строителям церкви Ивану и Виктору Синадино разрешено перенести тела усопших родителей в устроенный под церковью семейный склеп.
Причть Греческой церкви должен избираться из природных греков представителями греческого общества совместно с ктиторами церкви.
Богослужение в церкви должно быть совершаемо на греческом языке.

Строителям Синадино и членам их семей представлено право участия в хозяйстве и благоустройстве церкви.
Церковь построена в 1887—1891 годах по проекту А. О. Бернардацци на средства братьев Ивана и Виктора Синадино для греческой общины Кишинёва. Под храмом размещён семейный склеп семьи Синадино. Освящение храма состоялось 13 октября 1891 года.
Греческие священники служили в церкви до 1940 году. Последним из них был о. Константинос Маритакис. В 1960-х годах храм закрыли. В здании открыли дегустационный зал для вина, иконостас пустили на дрова, в склепе поставили бочки с вином. Позднее здесь был устроен склад для хранения реквизита киностудии «Молдова-фильм». В сентябре 1991 года в храме возобновились богослужения. Служба ведётся на молдавском языке.

## Архитектура
Церковь построена в неовизантийском стиле. В плане имеет греческий крест. Окна разделены на аркады. С восточной стороны храма находится апсида, а с западной — притвор, над которым надстроена колокольня. Главный купол размещён на восьмигранном барабане с арочными окнами.